# &pizza
O &pizza (pronuncia-se “And Pizza”) é uma cadeia americana de pizzarias fast casual, com 55 estabelecimentos em Washington, D.C., Maryland, Virgínia, Nova Iorque, Nova Jérsia e Pensilvânia. O restaurante vende pizzas pessoais e personalizadas em forma oblonga. Cada local é adaptado ao seu bairro, com artistas locais a desenharem os interiores. Alguns locais servem cerveja, vinho e cocktails.

## História
A &pizza (originalmente chamada H&pizza) foi fundada por Michael Lastoria e Steve Salis, com a primeira loja a abrir em julho de 2012 na H Street, em Northeast, Washington, D.C. Salis foi CEO desde o início até 2015. Atualmente, Lastoria é CEO e diretor criativo. Em 2016, o restaurante recebeu um investimento de US$ 25 milhões da AVALT, para se expandir para a cidade de Nova Iorque, abrindo aí a sua primeira localização em junho de 2017. Em julho de 2017, a &pizza e a padaria Milk Bar anunciaram uma joint-venture, a abrir em Harvard Square, em Cambridge, Massachusetts. Em outubro de 2017, a &pizza anunciou um financiamento da RSE Ventures.
O restaurante tem defendido no Congresso um salário mínimo de US$15 até 2023.

## Recepção
O Washington Post chamou o restaurante de “a pizzaria do século 21”, descrevendo-o como “Chipotle para pizza”. Foi nomeada a melhor pizza no Washington City Paper Best of DC em 2017, foi # 12 na lista Restaurant Business 2017 Future 50 de restaurantes de conceito pequeno de crescimento mais rápido, e estava na lista Fast Company World's Most Innovative Companies 2018.

## Marketing
Desde 2015, o restaurante mantém uma tradição anual do Dia do Pi, onde realiza casamentos em suas pizzarias, oferecendo pizza, bolo, álcool, oficiantes e fotografia gratuitos. Em 2018, a &pizza organizou mais de uma dúzia de casamentos em locais no Distrito de Columbia, Baltimore, Nova Iorque e Filadélfia. Para os empregados que o desejem, o restaurante paga para que façam uma tatuagem do seu logótipo “E comercial”. O grupo de defesa Our Harvard Square criticou a &pizza por encorajar tatuagens do seu logótipo nos empregados e por se referir aos empregados como “membros da tribo”. Também neste dia, as pizzas com desconto serão reduzidas para US$ 3,14 para todos os membros fidelizados.
A cadeia de restaurantes entrou com uma disputa de marca registrada contra @pizza, uma rede com sede no Reino Unido. Em 2020, o pedido de indenização por invasão de propriedade e violação de direitos de autor foi indeferido após uma batalha judicial de três anos que envolveu o Tribunal Distrital e o Tribunal de Recurso do Circuito de Washington.